# Mara Darmousli
Mara Darmousli (Μάρα Δαρμουσλή; Ptolemaida, 15 agosto 1981) è un'ex modella e attrice greca.

## Biografia

### Carriera da modella
È apparsa in molti eventi e riviste di moda internazionali, il suo viso è apparso sulle copertine di riviste come Vogue, Marie Claire e Bazaar. Le sue pubblicità internazionali includono Pantene, Parah, Nivea, Simone Perele, Triumph, Clairol, Garnier e Carita.
Nel 1998 è stata scoperta da Nikos Voglis, agente, modello e produttore del concorso greco Elite Model Look. Ha partecipato al concorso ed è arrivata prima nella finale. È poi passata alla finale internazionale di Nizza, svoltasi a settembre in Costa Azzurra, dove è arrivata terza al concorso di Pantene. Voglis, in qualità di titolare dell'agenzia Prestige di Atene, è stato il suo manager per i primi anni della sua carriera.
È stata musicista e performer con il gruppo percussionista "Ichodrasi". Mentre faceva ancora la modella, ha studiato recitazione al Theatre Embros, e scienze politiche e storia alla Panteion University.
Mara è stata membro di "ANASA" la prima organizzazione no-profit per i disturbi nutrizionali in Grecia.
Nel marzo 2007, è stata premiata come "Modella dell'anno" in Grecia.

### Ruoli televisivi e apparizioni
Nel 2005, Darmousli ha iniziato a recitare nel film greco "I Kardia Tou Ktinous" ( Il cuore della bestia ) basato sul romanzo di Petros Tatsopoulos, "Luton" e "Love, Love, Love".
La sua esperienza televisiva include apparizioni nelle serie "Mehri tris einai Desmos" (ALTER), "To Kokkino Domatio" (MEGA) e più recentemente nei tre episodi "Agria Paidia" (MEGA), "3os Nomos" (MEGA), "Heroides" (MEGA), "To soi sou" (ALPHA) e "Gynaika Xwris Onoma" (ANT1).
In teatro è apparsa in "Life after Low Flights" diretto da D.Agoras (2019-20), "Astra Na Pane" diretto da N.Magdalinos (2018-19), "The Game of Love and Chance" diretto da E. Manios (2018-19), "The 39 Steps" diretto da S.Spantidas (2017-18), "Oedipus Tree" diretto da K.Gakis (2017-18), "Dangerous Liaisons" diretto da G.Kimoulis (2016-17), "Wonderful War" di T. Dardaganis (2016-17), "Lahana & Hahana" musical di T. Ioannides (2016-17), "Prometheus Bounded" di J.Falkonis (2016), "Agents" di A.Remoundos (2015), "Trio Reich" di T. Dardaganis (2015), "The Woman In Black" di T.Dardaganis (2014-15), "Freedom in Medea" di K.Filippoglou (2013-14). È stata assistente alla regia per  "Parthenon" (2012) di C. Theodoridis, "The Debris" (2013) di J.Moschou e "Tirza" (2014) di K.Filippoglou.
Ha co-condotto il programma televisivo "Εχουμε και λεμε" (Parliamo) per ET1 dal 2008 al 2009, insieme a Rika Vagianni, Renia Louizidou, Manina Zoumpoulaki e Marion Michelidaki.

### Vita privata
Ha un figlio, Angel, nato il 31 marzo 2006.

## Agenzie
- IMG, Parigi
- The Fashion Model Management, Milano
- Next Model Management, Londra / NY
- Place Model Management, Amburgo
- Wiener Models, Vienna
- Time Models, Zurigo
- Modelli est-ovest
- Gestione chic